# Teretriosoma cavifrons
Teretriosoma cavifrons är en skalbaggsart som beskrevs av Lewis 1888. Teretriosoma cavifrons ingår i släktet Teretriosoma och familjen stumpbaggar. Inga underarter finns listade i Catalogue of Life.